# Batavia (Illinois)
Pour les articles homonymes, voir Batavia.
Batavia (en anglais [bəˈteɪviə]) est une ville de l'Illinois, dans le comté de Kane aux États-Unis.
C'est là que le Fermilab, second plus grand accélérateur de particules au monde, est situé.

## Démographie
| Groupe            | Batavia | Illinois | États-Unis |
| ----------------- | ------- | -------- | ---------- |
| Blancs            | 91,9    | 71,5     | 72,4       |
| Afro-Américains   | 2,4     | 14,6     | 12,6       |
| Autres            | 2,1     | 6,7      | 6,4        |
| Asiatiques        | 1,8     | 4,6      | 4,8        |
| Métis             | 1,6     | 2,3      | 2,9        |
| Amérindiens       | 0,2     | 0,3      | 0,9        |
| Total             | 100     | 100      | 100        |
|                   |         |          |            |
| Latino-Américains | 6,8     | 15,8     | 17,4       |

Selon l'American Community Survey pour la période 2010-2014, 92,62 % de la population âgée de plus de 5 ans déclare parler l'anglais à la maison, 4,84 % déclare parler l'espagnol et 2,53 % une autre langue.

## Source
- (en) Cet article est partiellement ou en totalité issu de l’article de Wikipédia en anglais intitulé « Batavia, Illinois » (voir la liste des auteurs).

1. ↑  (en) « Batavia, IL Population - Census 2010 and 2000 », sur censusviewer.com.
2. ↑  (en) « Population of Illinois - Census 2010 and 2000 », sur censusviewer.com.
3. ↑  (en) « Language spoken at home by ability to speak english for the population 5 years and over », sur factfinder.census.gov.